# Colpo di luna (film 1995)
Colpo di luna è un film del 1995 diretto da Alberto Simone.
Il film è stato presentato in concorso al Festival di Berlino, unica pellicola italiana in gara, dove ha ricevuto una menzione d'onore per il cast di contorno.

## Trama
Lorenzo, astrofisico trentanovenne, torna in Sicilia per vendere la casa che ha lasciato quando era bambino.
Per riparare il tetto, sfondato da un grande albero, chiama Salvatore, un anziano tuttofare molto esperto che è accompagnato da due giovani aiutanti che si comportano in maniera strana. Così, mentre attende che si completino i primi lavori di riparazione per poter avviare l'operazione di vendita, riceve la notizia che i fondi per i suoi studi sui buchi neri sono stati tagliati.
Consolato da Salvatore, scopre che questi vive all'interno di una grande comunità terapeutica all'avanguardia che cura ragazzi con disturbi psichici. Lorenzo dapprima è impaurito poi via via prende confidenza con i ragazzi, in particolare con Luisa che grazie a lui sembra aver ripreso l'interesse per il pianoforte.
Il soggiorno forzato nei luoghi della sua infanzia gli fa ripercorrere il rapporto che ebbe col padre, morto quando lui era ancora molto piccolo. La sua vicenda umana si incrocia con quella di Salvatore che lasciò in Italia la moglie incinta per andare a lavorare in Germania. Morta la moglie, non tornò se non quando il figlio aveva già 11 anni. Ora vive e accudisce suo figlio Agostino, uno degli ospiti più problematici della comunità.
I ragazzi preparano canti e recite per una grande festa, e Lorenzo dà una mano a Luisa che suonerà il pianoforte. Un giorno, per l'ennesima volta, Agostino sale sul tetto minacciando atti inconsulti. Il padre, accorso per calmarlo, viene colpito e cade rovinosamente rischiando di morire. Lorenzo così esprime tutte le sue perplessità a Titto, il terapeuta della comunità, anche lui molto turbato, ma pienamente convinto che la strada intrapresa sia l'unica per curare i suoi ragazzi.
Quando arrivano i primi acquirenti della casa Lorenzo si rende conto che non vuole più venderla. La perdita del padre lo fece allontanare da casa e il dolore lo ha sempre portato a fuggire, a guardare lontano per trovare risposte. Il destino lo ha riportato a casa e ora capisce che è guardando dentro di sé che potrà trovare tutto quello che gli serve.

## Produzione
Il film ha usufruito dei finanziamenti comunitari per il suo contenuto sociale. Nella pellicola recitano solo attori professionisti che, per interpretare al meglio dei disagiati psichici hanno a lungo frequentato gli stessi, insieme agli autori e al regista che è psicologo e psicoterapeuta.

## Premi e riconoscimenti
Menzione d'onore al Festival di Berlino del 1995.
Il regista Alberto Simone fu candidato nel 1995 al David di Donatello come miglior regista esordiente nell'edizione vinta da Paolo Virzì.